# IBM Public License
IBM Public License (IPL) är en licens för fri programvara / öppen programvara som är skriven och ibland använd av IBM. Den är godkänd av Open Source Initiative och beskrivs som en "fri programvarulicens" av Free Software Foundation (FSF).
IPL skiljer sig från GNU General Public License (GPL), i att den sätter ansvaret hos förläggaren eller distributören av den licenserade koden. Enligt IBM är detta för att underlätta det kommersiella användandet av öppen programvara utan att behöva lägga ansvaret på bidragsgivaren.
IPL är inkompatibelt med GPL på grund av att det innehåller restriktioner som inte finns i GPL. Enligt FSF "Det kräver speciella patentlicenser som GPL inte kräver. (Vi tror inte att dessa patent licenskrav en dålig idé men oavsett så är de inte kompatibla med GNU GPL.)"
IPL skiljer sig även från GPL i handhavandet av patent, IPL terminerar licensen vid patentdispyter.
Denna licens har också blivit kritiserad för villkoren i sektion 4 som kräver att kommersiella distributörer omfattas av licensen att kompensera alla initiativtagare för juridiska kostnader relaterade till stämningar framförda av mjukvarans användare. Det har argumenterats att detta utsätter mindre distributörer för obegränsade juridiska kostnader, möjligtvis från förtretliga påståenden.